# Flatter-Milchling
Der Flatter-Milchling oder Flatterreizker (Lactarius tabidus, Syn.: Lactarius theiogalus) ist eine Pilzart aus der Familie der Täublingsverwandten (Russulaceae). Der eher kleine Milchling hat einen ocker- bis orangebraun gefärbten Hut und schmeckt mild bis schärflich. Er besitzt eine wässrig-weiße Milch, die sich bei Luftkontakt nach einiger Zeit schwefelgelb verfärbt. Diese Farbreaktion hat ihm auch den Namen Milder Schwefel-Milchling eingebracht.

## Merkmale

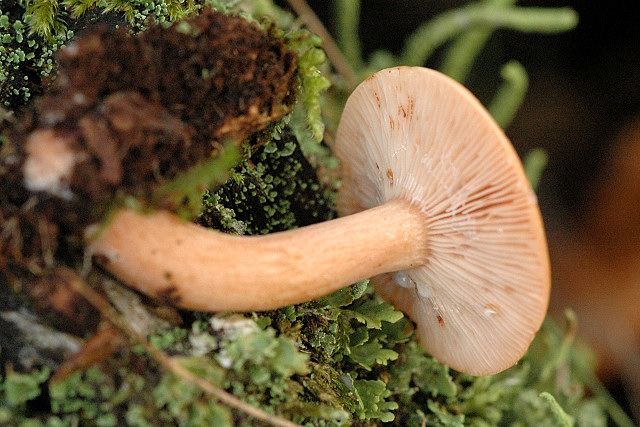
An verletzten Stellen sondert der Flatter-Milchling (L. tabidus) einen weißen Milchsaft ab, der sich später schwefelgelb verfärbt.

### Makroskopische Merkmale
Der dünnfleischige Hut ist 2–5 cm breit, erst gewölbt, dann flach ausgebreitet und schließlich leicht niedergedrückt bis flach trichterförmig vertieft. In der Hutmitte befindet sich oft eine Papille, das ist eine warzen- bis zitzenartige Erhebung. Die Hutoberfläche ist glatt oder zum Rand hin leicht gerunzelt. Der Hut ist ocker-fleischrötlich bis blass roströtlich gefärbt, in der Mitte kann er auch mehr rotbräunlich sein, während der Rand oft zimtgelblich gefärbt ist.
Im Alter blassen die Farben stark fleckig aus. Feucht zeigt der Hutrand eine leichte Riefung, trocken ist er oft höckerig-runzelig strukturiert. Die blassen Lamellen sind am Stiel angewachsen oder laufen kurz daran herab. Das Sporenpulver ist weiß.
Der 3–7 cm lange und 0,4–1 cm breite Stiel weist ähnlich wie der Hut ocker- bis fleischfarbene Töne auf und kann im Alter etwas rostfleckig werden.
Auch das brüchige Fleisch ist blass ockerlich bis fleischbräunlich gefärbt. Es riecht nach einer Mischung aus Eichen-Milchling und Kirschrotem Speitäubling. Die wässrig-weiße Milch verfärbt sich auf einem weißen Papiertaschentuch nach wenigen Sekunden schwefelgelb (Name: Milder Schwefel-Milchling!). Das Fleisch schmeckt zuerst recht mild (Name!), hat aber einen bitteren und scharfen Nachgeschmack.

### Mikroskopische Merkmale
Die rundlich bis breitelliptischen Sporen sind 6–9 µm lang und 5,5–7 µm breit. Sie sind mit 0,6–1,3 µm hohen, fein gerundeten bis verlängerten oder spitzen Warzen besetzt, die über wenige, dünne Linien oder Grate miteinander verbunden sein können. Es handelt sich um ein sehr loses, Netzwerk mit wenigen, einzelnen Maschen. Die Basidien sind  zylindrisch bis keulig und messen 35–45 × 7,5–11 µm. Sie tragen teilweise nur ein oder zwei meist aber vier Sterigmen.
Die zahlreichen Cheilomakrozystiden spindel- bis pfriemförmig, 20–50 µm lang und 4,5–9 µm breit. Die ebenfalls spindelförmigen, 32–80 µm langen und 6–10 µm breiten  Pleuromakrozystiden sind wenig zahlreich.
Die Huthaut ist ein Epithelium und besteht aus oft palisadenartig angeordneten rundlichen oder isodiametrischen Hyphenzellen von 9–22 µm Länge und 9–20 µm Breite. Daneben finden sich einzelne, 15–30 µm lange und 3–6 µm breite Hyphenendzellen, die aus dem Hyphenverband herausragen.

## Artabgrenzung
Der Milchling kann mit einer ganzen Reihe von gelb-, ocker oder orangebraunen Milchlingen verwechselt werden.
Relativ leicht zu unterscheiden ist der Milde Milchling (Lactarius aurantiacus, syn. Lactarius mitissimus), der mehr einheitlich orange gefärbt ist. Seine weiße Milch verfärbt sich auch auf einem weißen Papiertuch nicht. Auch der mild schmeckende und ähnlich gefärbte Süßliche Milchling (Lactarius subdulcis) hat eine rein weiße, sich nicht verfärbende Milch. Er kommt vorwiegend im Buchenwald vor.
Sehr viel schwerer zu unterscheiden sind die verschiedenen, nahe verwandten Vertreter der Sektion Tabidi, wie der Scharfe Schwefel-Milchling (Lactarius decipiens) und der Pfützen-Milchling (Lactarius lacunarum). Der Pfützen-Milchling hat nur schwach gilbende Milch und kommt an feuchten Stellen unter Weiden und Erlen vor. Mikroskopisch lassen sich die beiden Arten gut durch ihre unterschiedliche Huthaut-Struktur voneinander unterscheiden. Den Scharfen Schwefel-Milchling findet man mehr auf trockenen Böden in Laubwäldern. Seine Fruchtkörper riechen deutlich nach Geranienblättern.
Der Kleine Flattermilchling (Lactarius theiogalus) sieht aus wie eine schlankere Form des Flatter-Milchlings und ist einer der häufigsten Moorpilze, den man häufig in Torfmoospolstern finden kann. Seine Sporen sind mehr isoliert-warzig. Der Milchling wird von einigen Autoren nicht als eigenständige Art angesehen.

## Ökologie
Der-Flatter-Milchling ist wie alle Milchlinge ein Mykorrhizapilz, der sowohl mit Laub- als auch Nadelbäumen eine Partnerschaft eingehen kann. Sein wichtigster Symbiosepartner ist die Fichte, wesentlich seltener kommt er auch unter Birken vor. Aber auch Erlen, Hainbuchen, Rotbuchen, Eichen, Tannen und Kiefern können in seltenen Fällen als Wirt dienen.
Der Pilz mag feuchte Laub- und Nadelwälder. Man findet ihn daher in schattigen Fichten-Tannen- und Fichtenwälder sowie in Fichten-Forsten auf feuchten bis nassen, extrem basen- und nährstoffarmen Böden. Ebenso kommt er in Rauschbeeren-Moorbirken-Moorwäldern und an den Rändern von Hochmooren vor. Gelegentlich kann man ihn auch in entsprechenden Fichten-Buchen-, Buchen-Tannen-, Hainbuchen-Eichen-, Birken-Stieleichen-, Erlen- und Birken-Bruchwäldern finden. Als hochgradiger Nässe- und Säurezeiger ist er zugleich eine lokale Differentialart für anmoorige Stellen in verschiedenen Nadel-, Misch- und Laubwaldgesellschaften.
Die Fruchtkörper erscheinen von Ende Juni bis in den November hinein, gelegentlich kann man die Fruchtkörper bis in den Januar hinein finden.

## Verbreitung

Verbreitung des Flatter-Milchlings in Europa. Grün eingefärbt sind Länder, in denen der Milchling nachgewiesen wurde. Grau dargestellt sind Länder ohne Quellen oder Länder außerhalb Europas.

Der Flatter-Milchling ist eine holarktische Art, die in Nordasien (Ostsibirien, Japan). Nordamerika (USA, Grönland) und Europa vorkommt. Der Milchling ist submeridional bis boreal verbreitet. In Europa findet man ihn im Süden auf den Balearen und in Spanien, im Westen von Frankreich bis Großbritannien und im Osten von Estland über Slowenien bis Ungarn. Im Norden kommt er in ganz Fennoskandinavien und dort nördlich bis ins arktisch-alpine Lappland und in Nordrussland vor.
In Deutschland ist die Art mäßig verbreitet, kommt aber von den Nord- und Ostseeinseln bis in die Hochlagen der Alpen vor. Nur in den deutschen Trocken- und Kalkgebieten ist sie seltener. Die Art ist typisch für niederschlagsreiche Mittelgebirgslagen. In der Schweiz ist der Milchling in Feuchtgebieten nicht selten und in Österreich  weit verbreitet und ziemlich häufig.

## Systematik
Einige Autoren grenzen den Kleinen Flattermilchling Lactarius theiogalus (Bull.) Gray als eigenständige Art ab. Dieser soll schlanker als der Flattermilchling sein und bevorzugt im Moor zwischen Torfmoosen vorkommen. Die Sporen sollen stärker isoliert warzig sein.

## Bedeutung

### Speisewert
Der Flatter-Milchling wird gelegentlich als essbar bezeichnet. Er ist jedoch nicht zu empfehlen und ist allenfalls für Mischpilzgerichte geeignet. Dennoch gehört er, wie der Rotbraune Milchling (Lactarius rufus), zu den scharf schmeckenden Milchlingen, die in Osteuropa nach besonderer Zubereitung gegessen werden. Dazu werden die Pilze lange gewässert und dann abgekocht. Das Kochwasser wird weggegossen und die Pilze anschließend eingesalzen oder in Essig oder saure Milch eingelegt.